# District de Wuling
Pour les articles homonymes, voir Wuling Motors.
Le district de Wuling (武陵区 ; pinyin : Wǔlíng Qū) est une subdivision administrative de la province du Hunan en Chine. Il est placé sous la juridiction de la ville-préfecture de Changde.